# Rony Rodrigues
Rony Rodrigues (Porto Alegre, 30 de abril de 1979, brasileiro, é sócio-presidente da Box1824, empresa de inteligência e soluções estratégicas pautada em tendências de consumo e comportamento jovem.
É também sócio-fundador da holding OGrupo, que reúne além da Box1824 as empresas Aquiris, de jogos eletrônicos; LiveAd, de publicidade; TalkInc, de pesquisa na web; e NexoHW, de recursos humanos.

## História
Rony Rodrigues iniciou sua carreira de empreendedor aos 17 anos ao abrir junto a um amigo o bar Sunset no Planeta Atlântida, um festival de música no Rio Grande do Sul. Ao terminar o Ensino Médio, cursou um semestre de Turismo da Pontifícia Universidade Católica do Rio Grande do Sul (PUC-RS), faculdade que interrompeu para viajar para os Estados Unidos.
De volta ao Brasil, em 1999, decidiu trabalhar com publicidade. Na área, desenvolveu uma criação publicitária que lhe consagrou com um Leão no Festival de Cannes e tornou-se o segundo mais jovem ganhador deste prêmio e o primeiro ganho por alguém do Rio Grande do Sul. A peça em questão foi desenvolvida para um desodorante da marca Senador e consistia em um adesivo que era colado em corrimões de ônibus com a frase “Quem usa Senador, levanta o braço”.
Em 2003, fundou a Box1824 em sociedade com João Mognon Cavalcanti.

## Box 1824
A empresa atende clientes como Unilever, InBev, Itaú, Burger King, Inhotim, Samsung, Nike, Vivo, Red Bull, Melissa, Fiat, Pepsico, C&A e TV Globo.
Em 2007, recebeu uma indicação para o Prêmio Caboré, na categoria Serviço Especializado. Em 2009, foi indicada para o Excellence Award for the Best Paper na conferência de pesquisa de mercado ESOMAR.
Entre os estudos realizados por Rony na Box1824, estão os vídeos "We all want to be young" (2010) e "All work and all play" (2012), resultados de pesquisas comportamentais sobre a geração conhecida como Millennials; a pesquisa “O Sonho Brasileiro” (2011), sobre o futuro da nação a partir da perspectiva do jovem de 18 a 24 anos; “Youthmode: Normcore” (2014), estudo desenvolvido em parceria com o coletivo artístico K-hole e lançado na Serpentine Gallery, em Londres, por convite do curador Hans-Ulrich Obrist; e "The rise of Lowsumerism" (2015), vídeo sobre redução de excessos e o despertar de uma nova consciência de consumo.

## Colaborações
Rony Rodrigues é sócio da Cotton Project, marca de vestuário masculino; participou como conferencista do Digital Life-Design em 2013, em Munique; desenvolveu a curadoria do pavilhão brasileiro na Exposição Universal de 2015, em Milão; e constituiu o board de líderes da Biennial of the Americas de 2015, em Denver.